# Hugo Rahm

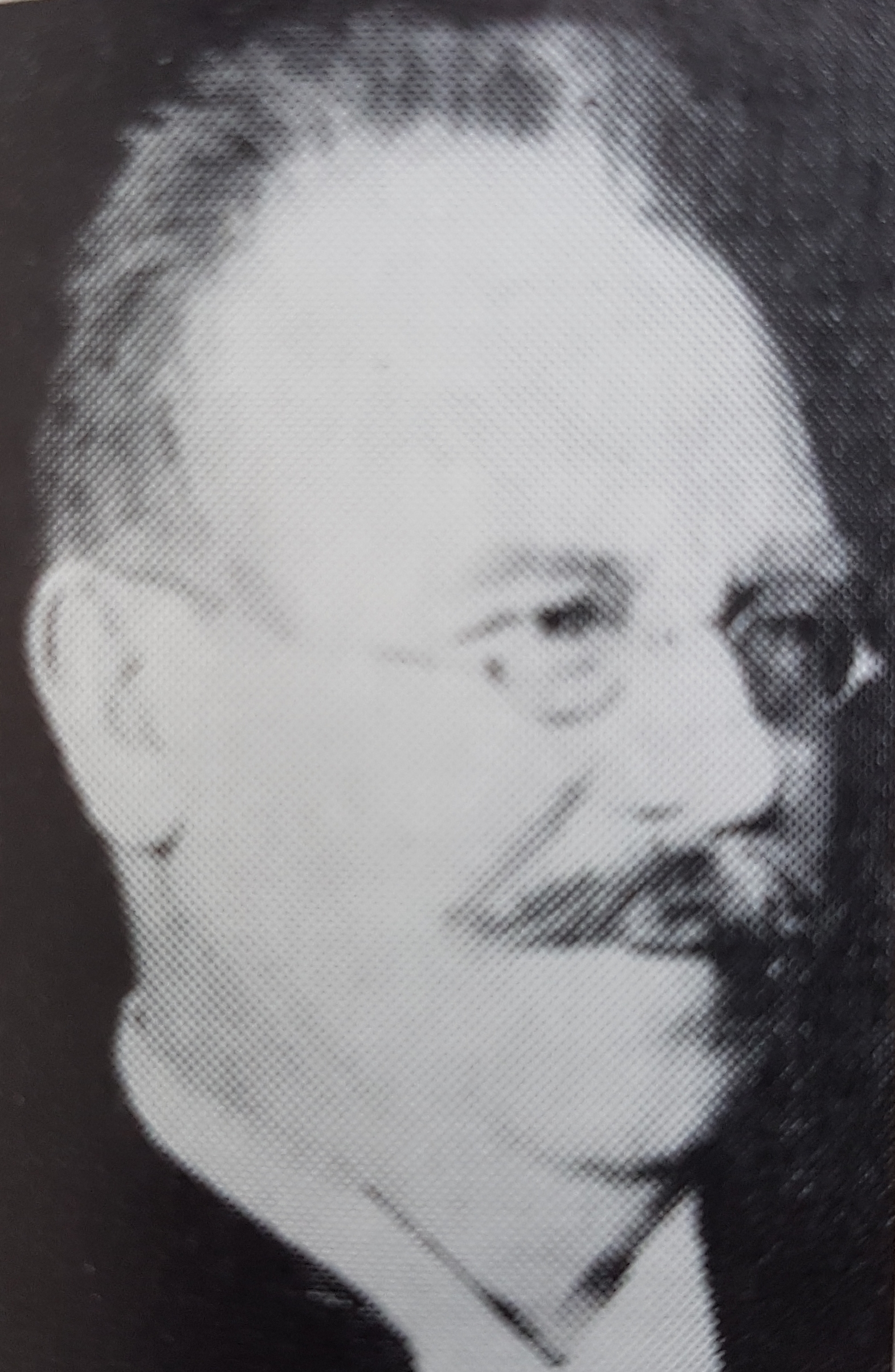
Hugo Rahm

Ernst Hugo Rahm, född 7 januari 1857 i Gävle, död 18 december 1926 i Stockholm, var en svensk arkitekt och konstnär.

## Biografi
Rahm var extra elev vid Kungliga tekniska högskolan 1878–1880 och var 1880–1882 anställd av Magnus Isæus. Mellan 1882 och 1921 drev han egen verksamhet från Stockholm. Han sysselsatte sig även med måleri, konstindustriell formgivning och sågs som specialist på akustiska problem. Rahm var verksam som skulptör, grafiker och tecknare. Han ritade flera villor men var också flitig utställningsarkitekt och något av en specialist på apoteksinredningar. Rahm är representerad med en akvarell vid Musikhistoriska museet och med en vid Nationalmuseum. Han är begravd på Gamla kyrkogården i Gävle.

## Verk i urval
- Villa Sachs, Djursholm 1889

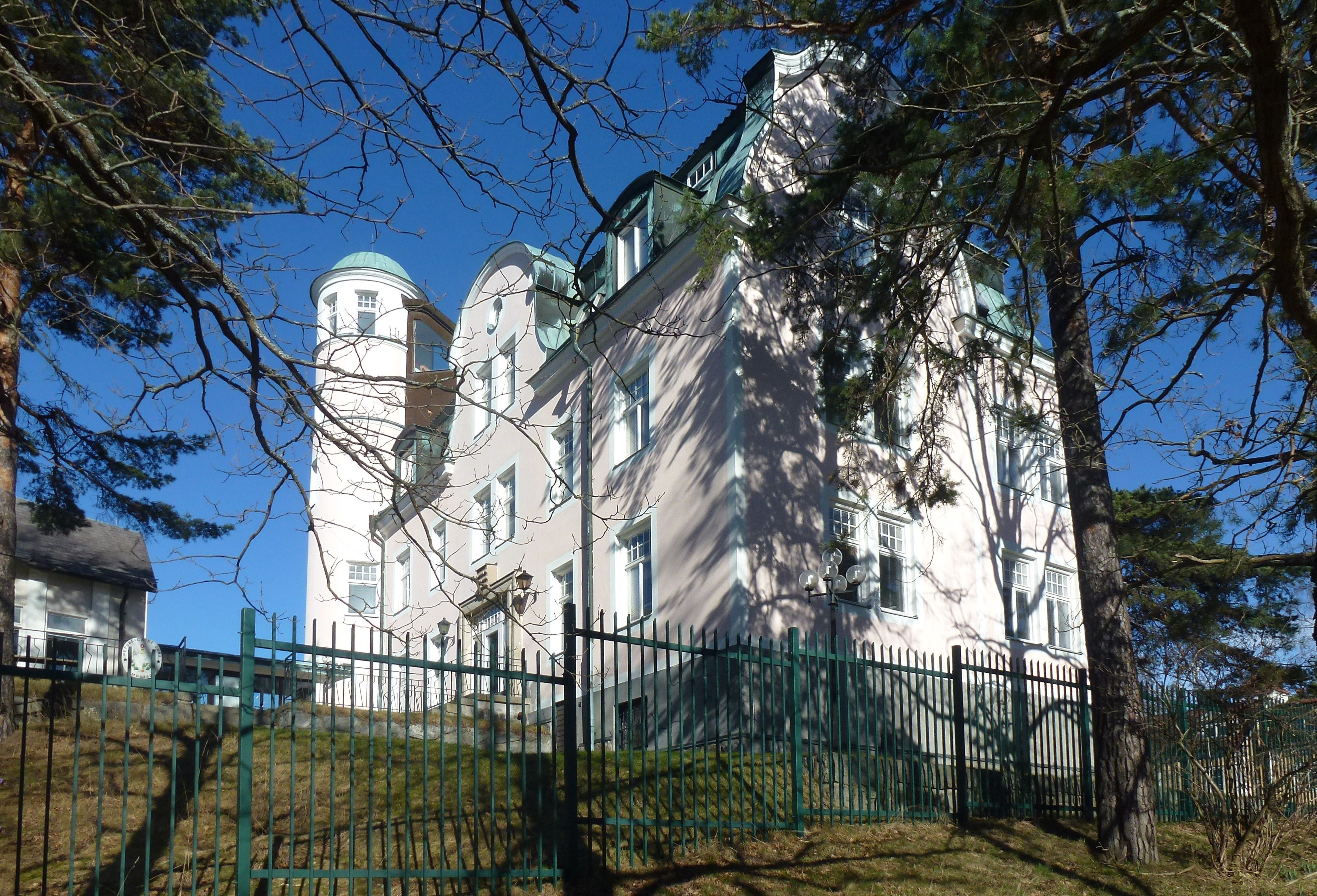
Villa Skoga

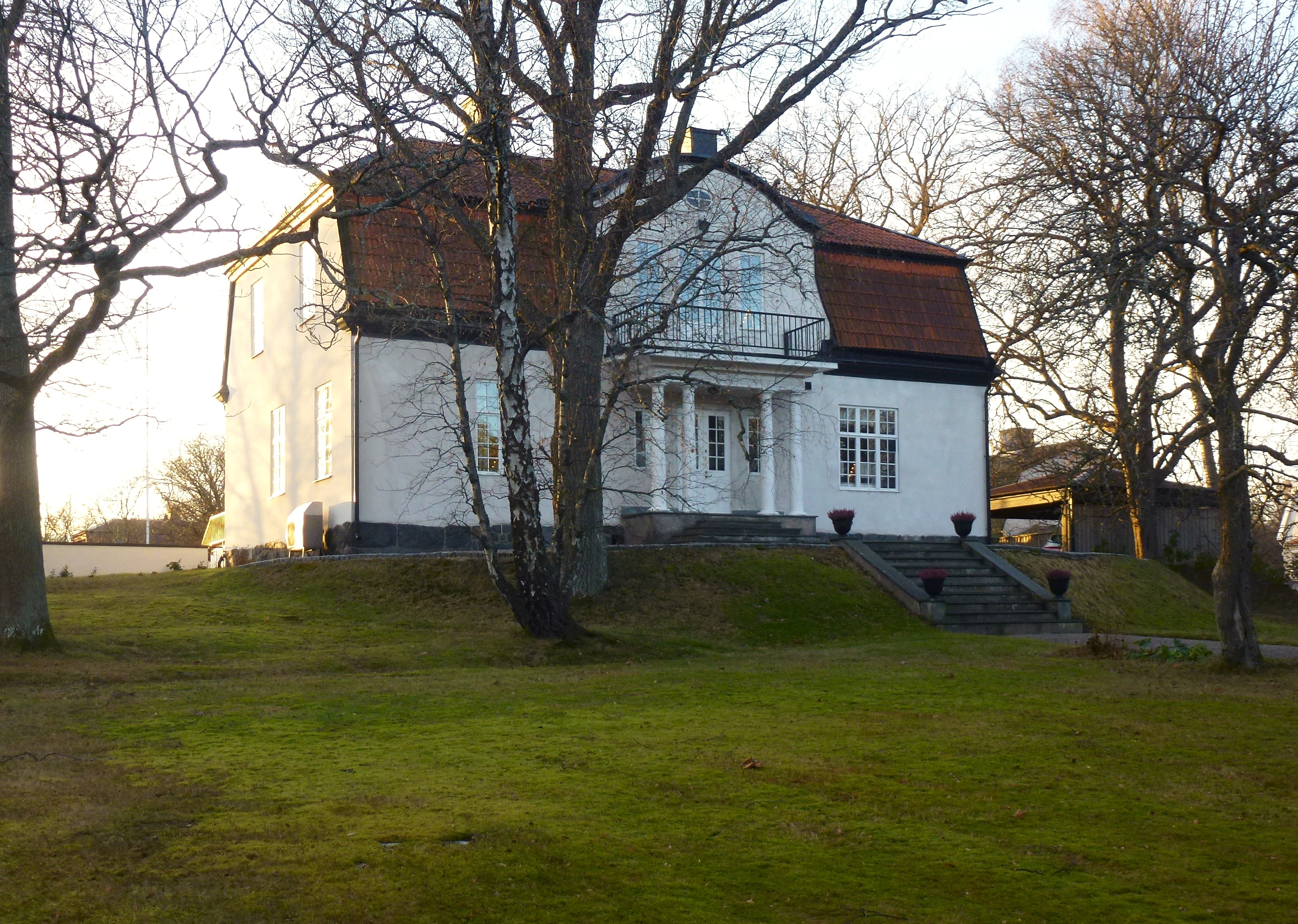
Villa La Fére

- Ingenjör V Tingströms villa, Storängen
- Villa Fridhem, Lidingö
- Stadsplan för Saltsjöbaden 1891
- 20-talet monteringsfärdiga villor för Ligna snickeri AB, Stockholm
- Kopparberg-Hofors förvaltarvilla, Norrsundet 1895
- Villa Martin, Kungsbäcksvägen - Parkvägen, Gävle 1896
- Musikpaviljong i Centralhotellets restaurantträdgård, Gävle 1896
- Ombyggnad Industripalatset, Stockholm
- Villa Skoga, Sturevägen 9 i Stocksund, 1902
- Varm- och kallbadhus Nynäshamn 1905–1907
- Varm- och kallbadhus Södertälje och Waxholm ca 1910
- Vattenfalls tjänstemannabostäder, Porjus
- Postens standardmöbler 1919
- Lilla konsertsalen på Kungliga Operan, Stockholm 1921
- Kv Jägaren 1, Vallbacken 6:1, Strömsborgsvägen 2 i Gävle 1895
- Strömdalens restaurang i Gävle 1899
- Älvkarleby Turisthotell intill Dalälven och Svea ingenjörskår på Laxön i Älvkarleby 1897

### Apoteksinredningar

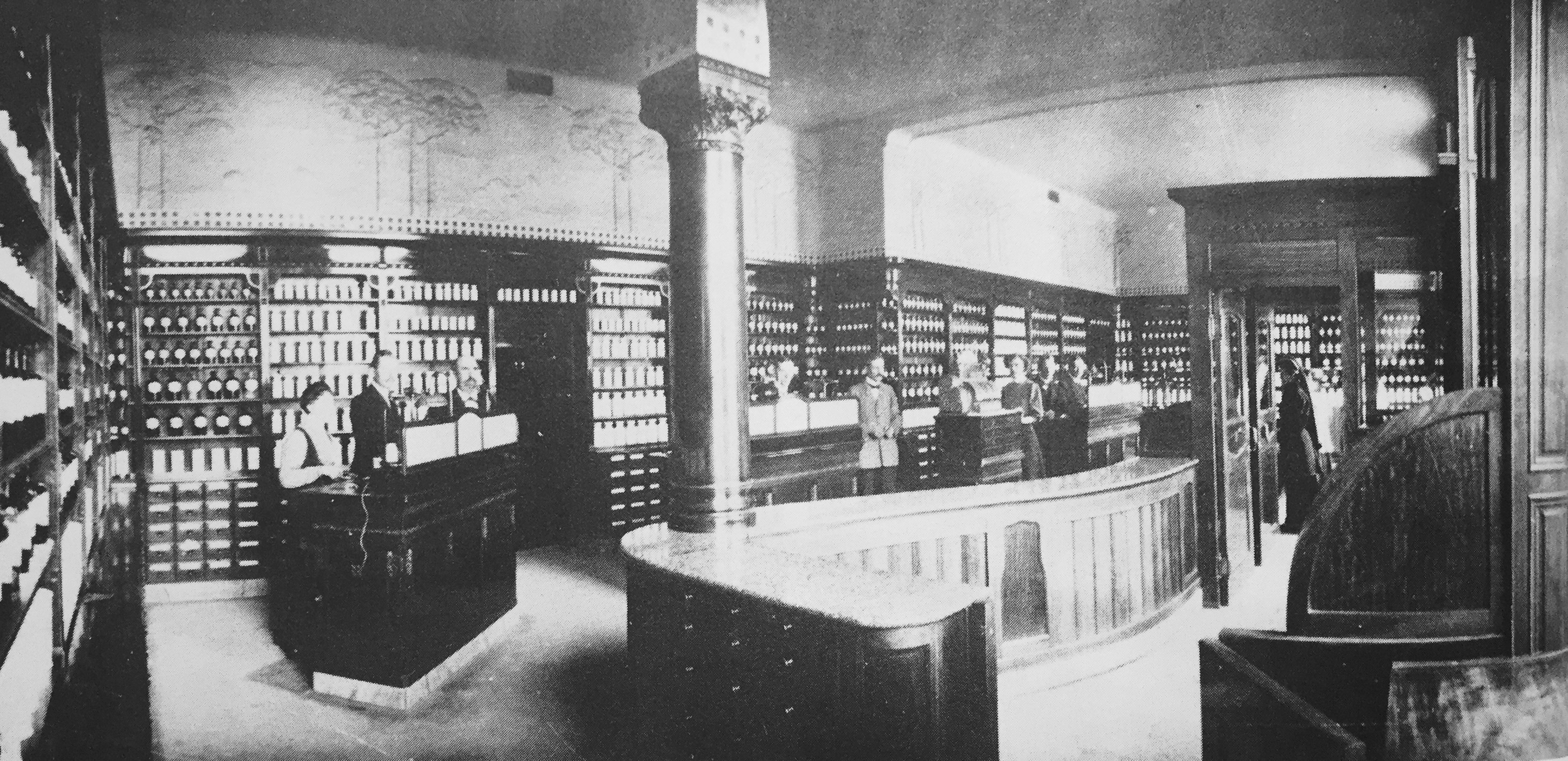
Apoteket Svanen

- Nordstjernan i Gevaliapalatset, Nygatan - Norra Kungsgatan, Gävle, 1895
- Elgen, Karlavägen - Engelbrektsgatan, Stockholm, 1904
- Svanen, Stureplan, Stockholm, 1907
- Nordstjernan, Drottninggatan, Stockholm, 1910
- Apoteket Stenbocken, Odengatan 106, Stockholm, 1911
- Vasen, Lilla Allmänna gränd, Stockholm
- Falken, Karlaplan 6, Stockholm, 1913
- Apoteket Lejonet, Stockholm, 1916
- Ejdern Göteborg 1902
- Apotek i Norrtälje.

### Utställningsbyggnader

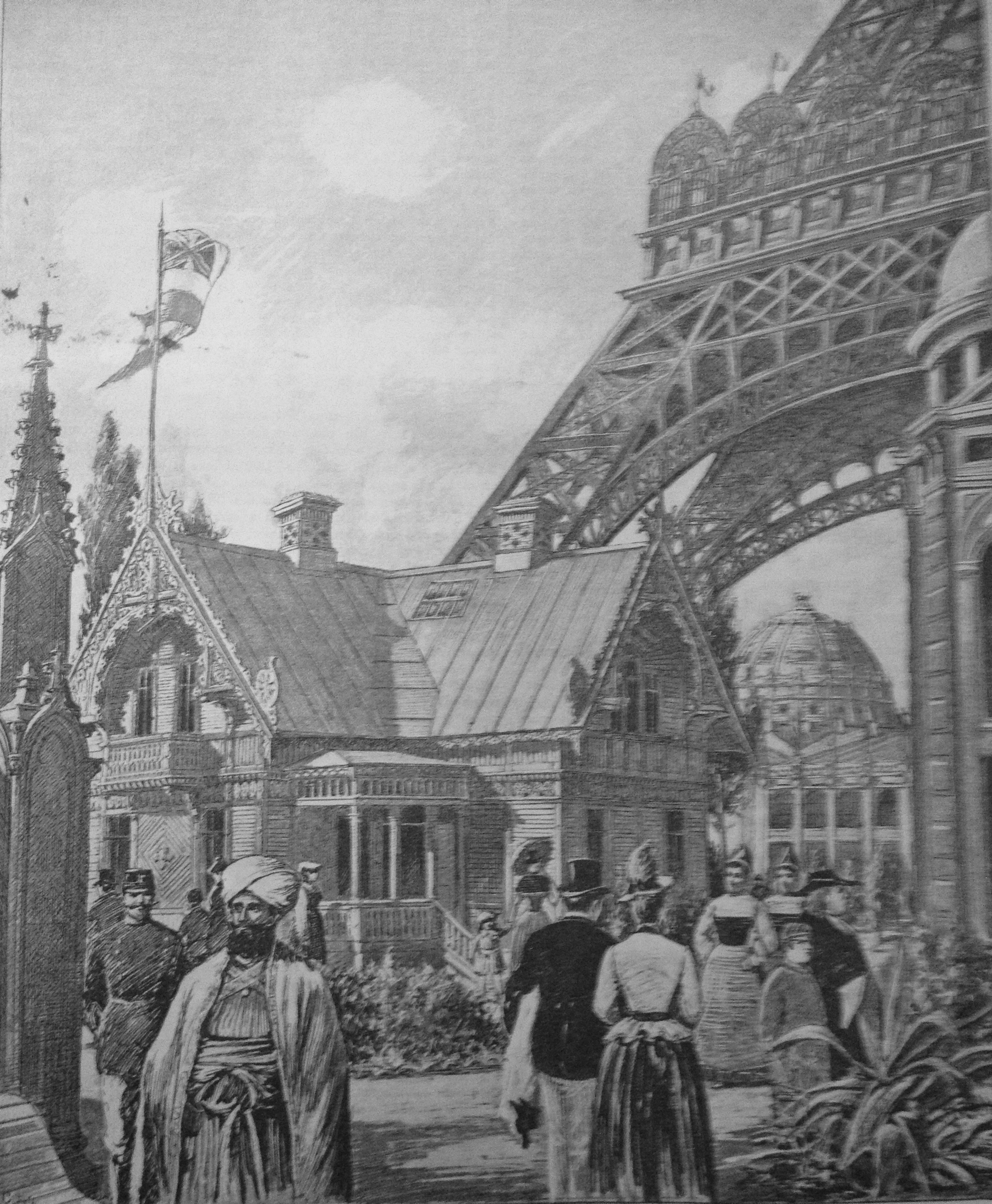
Svenska paviljongen, Världsutställningen 1889

- Svenska Paviljongen, Parisutställningen 1889 (Monteringsfärdig trävilla av Hugo Rahm med Ligna snickeri AB. Nu är paviljongen i Bagnoles-de-l'Orne i Normandie i Frankrike)
- Stockholmsutställningen 1897
- Fiskeriutställningen, Bergen 1898
- Gävleutställningen 1901